# Параскевова Неоніла Іванівна
Неоніла Іванівна Параскевова (5 листопада 1918, село Хаджі-Абдул Бессарабської губернії, тепер село Александру-Йоан-Куза Кагульського району, Республіка Молдова — 14 січня 2005) — радянська діячка, вчителька, директор Болградської середньої школи № 1 Ізмаїльської області. Депутат Верховної Ради УРСР 2-3-го скликань.

## Життєпис
Народилася в родині вчителів-болгар. Закінчила гімназію у місті Болграді. У 1940 році закінчила історико-філологічний факультет Ясського державного університету імені Александру Йоана Кузи, а також три курси юридичного факультету.
Після закінчення університету повернулася у місто Болград, де, після окупації Бессарабії радянськими військами, у 1940—1941 роках працювала завідувачем Болградської районної бібліотеки, викладачем іноземних мов школи робітничої молоді. У 1940 році вступила до комсомолу.
З червня 1941 року — в Червоній армії, учасниця німецько-радянської війни, воювала на Південному, Кримському, Закавказькому фронтах, виконувала завдання у складі розвідувальних груп в тилу противника (Яновські ліси, Польща, Білорусь, Східна Прусія). Служила диктором-перекладачем, старшим військовим перекладачем (зокрема, 3-го відділення розвідувального відділу штабу Закавказького фронту), десантницею, розвідником-диверсантом (ГРУ ГШ РСЧА), викладачем іноземних мов. У 1943 році прийнята кандидатом у члени ВКП(б). До 1946 року працювала при військовій кафедрі Одеського педагогічного університету.
З січня 1946 року — вчителька німецької і французької мов Болградської середньої школи № 1 Ізмаїльської області.
Член ВКП(б) з 1947 року.
З 1947 року — директор Болградської середньої школи № 1 Ізмаїльської області.
Потім — на пенсії у місті Запоріжжі.

## Звання
- технік-інтендант 2-го рангу
- старший лейтенант адміністративної служби
- капітан адміністративної служби
- майор

## Нагороди
- орден Богдана Хмельницкого III ст. (14.10.1999)
- орден Вітчизняної війни І ст. (5.02.1944)
- орден Вітчизняної війни ІІ ст. (6.04.1985)
- орден «Знак Пошани» (23.01.1948)
- медаль «За бойові заслуги» (9.02.1943)
- медаль «За оборону Одеси» (1943)
- медаль «За оборону Севастополя» (1943)
- медаль «За оборону Кавказу»[1].
- медалі
- відмінник народної освіти УРСР
- Почесна громадянка міста Болград